# Контримайте, Марите
Марите Контримайте (лит. Marytė Kontrimaitė; 9 февраля 1947, Вилкайчяй Плунгеского района — 16 апреля 2016, Литва) — литовская писательница, поэтесса, переводчик, публицист и общественный деятель; филолог, арменист. Переводчик с литовского на армянский и с армянского на литовский язык. Доктор наук.

## Биография
Родилась в 1947 году в Вилкайчае в семье учительницы и ремесленника. В 1949 году родители Марите были арестованы и отправлены в Сибирь. В ссылке жили в деревне Бодайбо. В 1956 году вернулась в Литву. В 1970 году окончила Вильнюсский университет, где изучала литовский язык и литературу. После учебы отправилась на работу в Ереван. Позже вернулась работать в Литву. В 1987 году начала работать в редакции еженедельника «Литература и искусство». С 1988 года член «Саюдиса». В 1992 году организовала общество «Литва-Армения». В 1993 году выпустила независимую газету «Армено». Работала членом правления партии христианских демократов. С 1998 по 2002 год — советник в Сейме по культуре при Комитете культуры, науки и просвещения. Занималась  активно вопросом признания Литвой геноцида армян.
В 2015 году Министр Культуры РА Асмик Погосян наградила Мариту Контримайте медалью «Св. Григор Нарекаци» и Почетной грамотой от Министерства Культуры РА за распространение армянской литературы за рубежом и среди литовских читателей посредством своих переводов, а также за значительный вклад в литературный перевод армяно-литовского.

## Переводы

### С армянского
- G. Eminas. Septynios giesmės apie Armėnija: essays. – Vilnius: Vaga, 1984.
- Armėnų apysakos (together with Z. Sakalauskienė). – Vilnius: Vaga, 1985.
- H. Tumanianas. Gikoras: short story. – Vilnius: Vyturys, 1986.
- K. Simonianas. Iki pasimatymo, Natanaeli!: novella. – Vilnius: Vyturys, 1987.
- V. Pohosianas. Baltų ėriukų vasara: novella. – Vilnius: Vyturys, 1990.

### С испанского
- G. Mistral. Poezijos ciklas “Mirties sonetai” ir kt. eilėraščiai. – Vertimų almanachas “Atodangos 88”, Periodika, 1988.